# Lycosa bistriata
Lycosa bistriata är en spindelart som beskrevs av Gravely 1924. Lycosa bistriata ingår i släktet Lycosa och familjen vargspindlar. Inga underarter finns listade i Catalogue of Life.